# غوردون والاس
غوردون والاس (بالإنجليزية: Gordon Wallace)‏ (20 يونيو 1943 دندي المملكة المتحدة - ) هو لاعب كرة قدم بريطاني يلعب كمهاجم.